# پهن‌در
پهندر، روستایی از توابع بخش دودانگه شهرستان ساری در استان مازندران ایران است.

## جمعیت
این روستا در دهستان فریم قرار دارد و در آخرین سرشماری مرکز آمار ایران در سال ۱۳۸۵، جمعیت آن ۲۷۳ نفر (۷۷ خانوار) بوده است.